# Форминяна
Форминя̀на (на италиански: Formignana, на местен диалект Furmgnàna, Фурмъняна) е малко градче в северна Италия, община Трезиняна, провинция Ферара, регион Емилия-Романя. Разположено е на 3 m надморска височина.